# شهرک سوجیاژوانگ
شهرک سوجیاژوانگ (به لاتین: Sujiazhuang Township) یک شهرک در جمهوری خلق چین است که در شهرستان پینگشان واقع شده‌است.